# Brasileirinhas
Brasileirinhas es un estudio de cine pornográfico brasileño fundada por Luis Alvarenga a mediados de 1996. Considerada la más grande del país, tiene más de 4 mil títulos.
En el mercado brasileño, la productora se destaca por tener actores y actrices porno de renombre como Kid Bengala, Monica Mattos, Morgana Dark, Vivi Fernández y Júlia Paes, y por haber realizado producciones con famosos de la tv y cine de Brasil, como Alexandre Frota, Rita Cadillac, Gretchen, Leila Lopes, Mateus Carrieri, Bruna Ferraz, Márcia Imperator, Marcos Oliver, Regininha Poltergeist.
Es curioso que algunas de las actrices Melissa Lisboa y Mónica Matos que participaron en las películas de Brasileirinhas también participaron en películas con scat y zoofilia, lo que demuestra el alto criterio de la empresa para la selección de actores.

## Fases mercadológicas
Las producciones con celebridades empezaron en 2004, con Alexandre Frota. Bajo la dirección de José Gaspar, hoy director de Canal Brasil, del grupo Globosat, Frota protagonizó el film Obsessão, producción considerada equivalente a las realizadas en otros polos del cine adulto como Alemania.
También hizo parodias del cine tradicional como Deusa 300, que llegó a ganar premios europeos.
Desde 2012, la productora posee también un reality show en línea, denominado A Casa das Brasileirinhas. Inicialmente presentado por Alexandre Frota, actualmente dirigido por el actor Kid Bengala.
Inicialmente, A Casa das Brasileirinhas consistió en dos actrices o aspirantes a actrices que se disputaban la participación en la próxima producción de la marca.

## Elenco
Algunos de los actores y actrices que trabajaron o trabajan para brasileirinhas son:
Actores
- Kid Bengala
- Rogê Ferro
- Alexandre Frota, ator de novela (2004-2009)
- Mateus Carrieri, ator de novela (2006-2008)
- Marcos Oliver, ator de TV, participante do reality show A Fazenda (2006-2008)
- André Cowboy, participante do Big Brother Brasil 9 e morto a tiros em 2011
- Don Picone, modelo e jogador de pôquer gaúcho (2005-2009)
- Loupan
- Carlos Bazuca

Actrices
- Anne Midori
- Babalu
- Bruna Ferraz
- Cinthia Santos
- Fabiane Thompson
- Júlia Paes Atualmente é uma modelo, cantora, produtora.
- Ju Pantera
- Lana Starck
- Lorena Giménez
- Márcia Imperator
- Monica Mattos
- Mônica Santhiago
- Morgana Dark
- Pamela Butt
- Rita Cadillac, bailarina (2004-2008)
- Gretchen, cantora e bailarina (2006-2007)
- Thammy Gretchen, atriz e bailarina (2007)
- Leila Lopes, atriz de novela (2008-2009)
- Regininha Poltergeist, atriz de TV (2008)
- Vivi Fernández, modelo e bailarina (2005)[2]